# Пащенко, Анисим Павлович
Анисим Павлович Пащенко (1913—1945) — командир разведывательного взвода 41-й отдельной гвардейской разведывательной роты 39-й гвардейской стрелковой дивизии (8-я гвардейская армия, 1-й Белорусский фронт), гвардии лейтенант. Герой Советского Союза (1945).

## Биография
Анисим Павлович Пащенко родился 1 июня 1913 года в селе Лесновка (ныне Панфиловского района Алма-Атинской области Казахстана). Русский. Член ВКП(б). До войны прошёл действительную военную службу и был председателем районной организации Осоавиахима.
В Красную Армию призван в 1941 году. Воевал на Центральном, 3-м Украинском, 1-м Белорусском фронтах.
Командовал взводом разведки 41-й отдельной гвардейской разведывательной роты 39-й гвардейской стрелковой дивизии. К августу 1944 года дивизия в составе 8-й гвардейской армии под командованием генерала В. Чуйкова вышла к Висле. Начались ожесточённые бои за Сандомирский плацдарм. В этих боях образец верности воинскому долгу показал гвардии лейтенант Пащенко А. П. 1 августа 1944 года группе разведчиков под его командованием было приказано форсировать Вислу и захватить плацдарм на западном берегу, чтобы обеспечить возможность переправы частям всей дивизии. При переправе фашистские самолёты дважды обстреляли наших разведчиков из пушек и пулемётов. На берегу группа была встречена сильным пулемётным и автоматным огнём. Но разведчики А. П. Пащенко продолжали выполнять приказ. Гитлеровцы не выдержали натиска разведчиков и были выбиты из траншей. Оправившись, фашисты бросились в контратаку. Гвардии лейтенант Пащенко А. П. руководил боем, в результате которого сорок наших разведчиков захватили 5 станковых пулемётов, подорвали 3 бронетранспортёра, автомашину с боеприпасами, уничтожили 60 гитлеровцев и 12 взяли в плен.
За проявленные в этом бою храбрость и отвагу указом Президиума Верховного Совета СССР от 24 марта 1945 года гвардии лейтенанту А. П. Пащенко присвоено звание Героя Советского Союза.
Погиб на поле боя 19 апреля 1945 года близ села Клейн-Рада в Бранденбургской провинции Германии. Похоронен в Тиргартен-парке в Берлине.

## Награды и звания
- Звание Герой Советского Союза. Указ Президиума Верховного Совета СССР от 24 марта 1945 года:
  - орден Ленина,
  - медаль «Золотая Звезда».
- Орден Отечественной войны II степени[2].
- Орден Красной Звезды[3].

## Память
- В честь Героя в селе Лесновка установлен обелиск.
- В городе Панфилове — стела и мемориальная доска.
- Его именем названа улица в городе Панфилове.